# Agafamosquits de la Guaiana
L'agafamosquits de la Guaiana (Polioptila guianensis) és un ocell de la família dels polioptílids (Polioptilidae).

## Hàbitat i distribució
Habita els boscos de les terres baixes de l'est de Veneçuela, les Guaianes i el nord del Brasil.